# Czesław Waranka
Czesław Waranka (ur. 24 marca 1916, zm. 30 października 1946 w Jaworze) – kierownik referatu wojskowego Starostwa Powiatowego w Jaworze, członek PPS, przedwojenny podporucznik Wojska Polskiego, żołnierz Armii Krajowej.
Na polecenie Waranki w dniu 31 maja 1946 r. o godz. 22.30 na ul. Pionierskiej w Jaworze Jan Kruk, były żołnierz AK, pochodzący z okolic Biłgoraja zastrzelił starostę jaworskiego Adama Bystry-Bykowskiego. Starosta był agentem gestapo skazanym przez podziemie niepodległościowe na śmierć. Natomiast w latach pięćdziesiątych Ministerstwo Bezpieczeństwa Publicznego odkryło poszlaki wskazujące na jego działalność konfidencjonalną na rzecz niemieckich służb bezpieczeństwa.
Na początku czerwca 1946 r. został aresztowany. 
Wydarzenie to władze wykorzystały operacyjnie i propagandowo do uderzenia w jaworską PPS i wzmożenia represji wobec żołnierzy Armii Krajowej. W związku z egzekucją aresztowano i poddano kilkudniowemu konwejerowi kilkunastu członków jaworskiej PPS: kierownika PUR i wiceprzewodniczącego KP PPS Jana Kasprzyckiego, przewodniczącego KP PPS Józefa Piotrowskiego, członka miejscowej OMTUR Stanisława Palija oraz osadnika z pobliskich Paszowic Bronisława Dęmbskiego.
Egzekucje na Warance wykonano na Zamku Piastowskim w Jaworze 30 października 1946 roku. Wraz z nim został stracony Jan Kruk.
W październiku 2015 odsłonięto symboliczna tablicę ich upamiętniającą.